# Aristón
Aristón (starořecky Ἀρίστων) byl spartský král z dynastie Eurypontovců. Vládl přibližně od roku 550 před Kr. do roku 515 před Kr. Jeho spolukrálem z královského rodu Agiovců byl Anaxandridas II.
S jeho jménem se pojí významný předěl v seznamu králů Sparty rodu Eurypontovců, když po králích, jejichž existence je historiky často zpochybňována, Aristóna již většina historiků pokládá za nesporně historickou osobu. Aristón, syn a nástupce Agasikla, nastoupil na trůn kolem roku 550 před Kr. Vládl dlouho, možná i 50 let a jako vládce byl lidem Sparty oblíbený.
Po dvou manželstvích zůstal Aristón bezdětný, kvůli čemuž se oženil i potřetí. Jeho třetí manželka, jak napsal historik Herodotos, byla předtím manželkou jeho přítele z dětství Ageta a údajně byla zdaleka nejkrásnější Sparťankou. Třetí manželka mu porodila syna, ale dítě se narodilo už šest měsíců po svatbě. Zprávu o narození dítěte se Aristón dozvěděl v přítomnosti Eforie a poznamenal, že nemůže být jeho, ale později tohoto výroku litoval a dítě považoval za své. Nicméně tato jeho slova později poznamenaly život následníka jeho následníka. Dlouho očekávaný syn krále dostal jméno Démaratos, což znamená lidem vymodlený, oddanýť jest.
Během vlády Aristón se svým spolukrálem Anaxandridem dobyl Tegeu, která již dlouhá léta odolávala útokům Sparty. Po dobytí Tegey Sparťané změnili svou politiku, když se Tegea, na rozdíl od Messénie, jejíž obyvatelé byli Sparťany zotročeni, měla stát spartským závislým spojencem. Oba králové se obecně angažovali při svržení okolních řeckých tyranií, čímž prestiž Sparty vzrůstala. Touto politikou si Sparta získala spojence a přibližně v tomto období vznikl i Peloponéský spolek, přičemž Tegea se stala jeho klíčovým členem. Sparta tak nastoupila cestu stát se hegemonií celořeckého významu.